# Wertstrommanagement

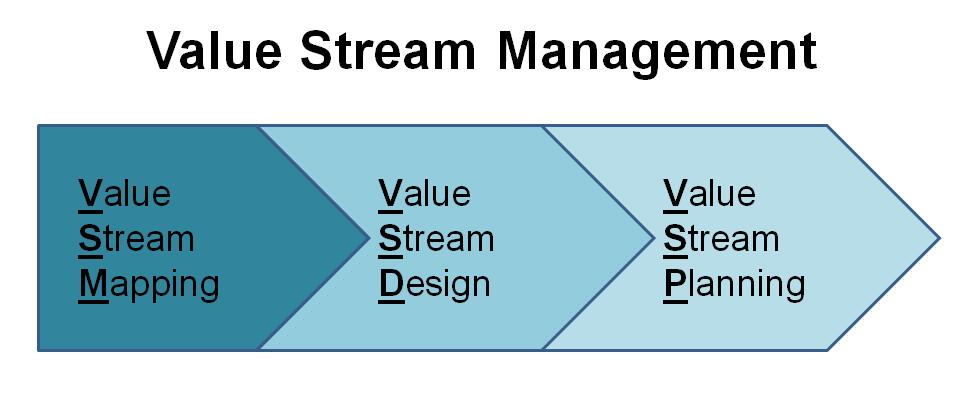
Wertstrommanagement

Das Wertstrommanagement, engl. Value Stream Management, ist ein betriebswirtschaftliches Werkzeug im Bereich der Produktionswirtschaft und des Supply-Chain-Management, um den Produktions- und Materialfluss sowie den damit verbundenen Informationsfluss zu verbessern. 
Das Wertstrommanagement umfasst dabei drei wesentliche Teilbereiche, die der Reihe nach durchlaufen werden sollten: 
1. Wertstrom-Analyse (Value Stream Mapping),
2. Wertstrom-Design (Value Stream Design) und
3. Wertstrom-Planung (Value Stream Planning).

Zunächst wird der Untersuchungsbereich definiert und ausgewählt, z. B. eine geeignete Produkt- oder Teilefamilie, bei der es besonders häufig Probleme gibt oder bei der die zu erwartenden  Verbesserungen und Einsparungen besonders hoch eingeschätzt werden (bspw. Konzentration auf einen A-Typ - Produkt mit sehr hoher Stückzahl). Dann erfolgt zuerst eine detaillierte Wertstrom-Analyse, um den Ist-Zustand eines Wertstroms zu erfassen; dabei werden die wichtigsten Fakten, die den Wertstrom charakterisieren, erfasst und visuell dargestellt, sowie die Schwachstellen eingezeichnet; dies fördert insbesondere das gemeinsame Verständnis der Beteiligten über den tatsächlichen Ablauf und die Abhängigkeiten physischen und informatorischen Prozesses. Beim folgenden Wertstrom-Design wird der Soll-Zustandes des Wertstroms (z. B. in Form einer Zeichnung) entworfen, ein Entwurf einer gemeinsamen Vision für einen kundenorientierten verbesserten Material- und Informationsfluss (VSD Vision). Die anschließenden Wertstrom-Planung sieht das Planen und Umsetzen von Maßnahmen mit Zielrichtung VSD Vision, die Einbindung von Zielentfaltung und regelmäßige PDCA-Zyklen vor.